# Mercedes-Benz Accelo
Mercedes-Benz Accelo est le nom d'une gamme de camion de Mercedes-Benz fabriqué par Daimler AG pour le marché sud-américain, en particulier le marché brésilien. Mercedes-Benz Moyen-Orient le vend également avec un équipement technique légèrement différent.
Au Brésil, le Mercedes-Benz Accelo est principalement utilisé pour le transport de distribution en zone urbaine et le transport moyen-courrier, ce qui signifie qu'il entre dans la catégorie Vehiculos Urbanes Caminhoes (VUC). Ces véhicules peuvent mesurer au maximum 2,1 mètres de largeur et 6,3 mètres de longueur. Au Salon de l'automobile de Hanovre 2016, un Mercedes-Benz Accelo a été présenté en tant que «véhicule totalement inconnu» en Europe.

## Description
Le châssis du camion provient du Mercedes-Benz Atego, tandis que la cabine conducteur provient du Fuso Canter.
Il existe trois modèles pour la gamme Mercedes-Benz Accelo : Mercedes-Benz Accelo 815, Mercedes-Benz Accelo 1016 et Mercedes-Benz Accelo 1316. Selon le modèle, le poids total autorisé est de huit à 13 tonnes. Les véhicules sont propulsés par un moteur quatre cylindres en ligne OM 924 LA qui produit une puissance maximale de 115 kW (156 ch) à 2 200 tr/min. En raison des fortes pentes au Brésil, le couple maximum de l'Accelo est relativement élevé. Il se situe entre 1 200 et 1 600 tr/min et il est de 580 Newton mètres pour le modèle 815 de 8,3 tonnes, pour le modèle 1016 de 9,6 tonnes et pour l'Accelo 1316 il est de 610 Newton mètres.
Le véhicule présenté à Hanovre en 2016 a un empattement de 3 700 millimètres et un poids total autorisé de 8 300 kilogrammes. La cylindrée est de 4 800 centimètres cubes et le réservoir peut contenir 150 litres. Le véhicule est équipé d'une boîte de vitesses FSO 4505-A d'Eaton à six rapports, d'une propulsion arrière et de pneus 215/75R17.5.
Des frein à tambour sur les deux essieux, un réglage automatique des freins et un tachygraphe hebdomadaire électronique sont de série. Le véhicule présenté en 2016 dispose d'un système de freinage ABS, d'un support de colonne de direction réglable, d'un coupe-batterie électrique et de vitre électrique en option. Un pare-brise vert, la climatisation, un ordinateur de bord et un rétroviseur extérieur électrique chauffant sont également disponibles en option,.